# Flascó de pólvora

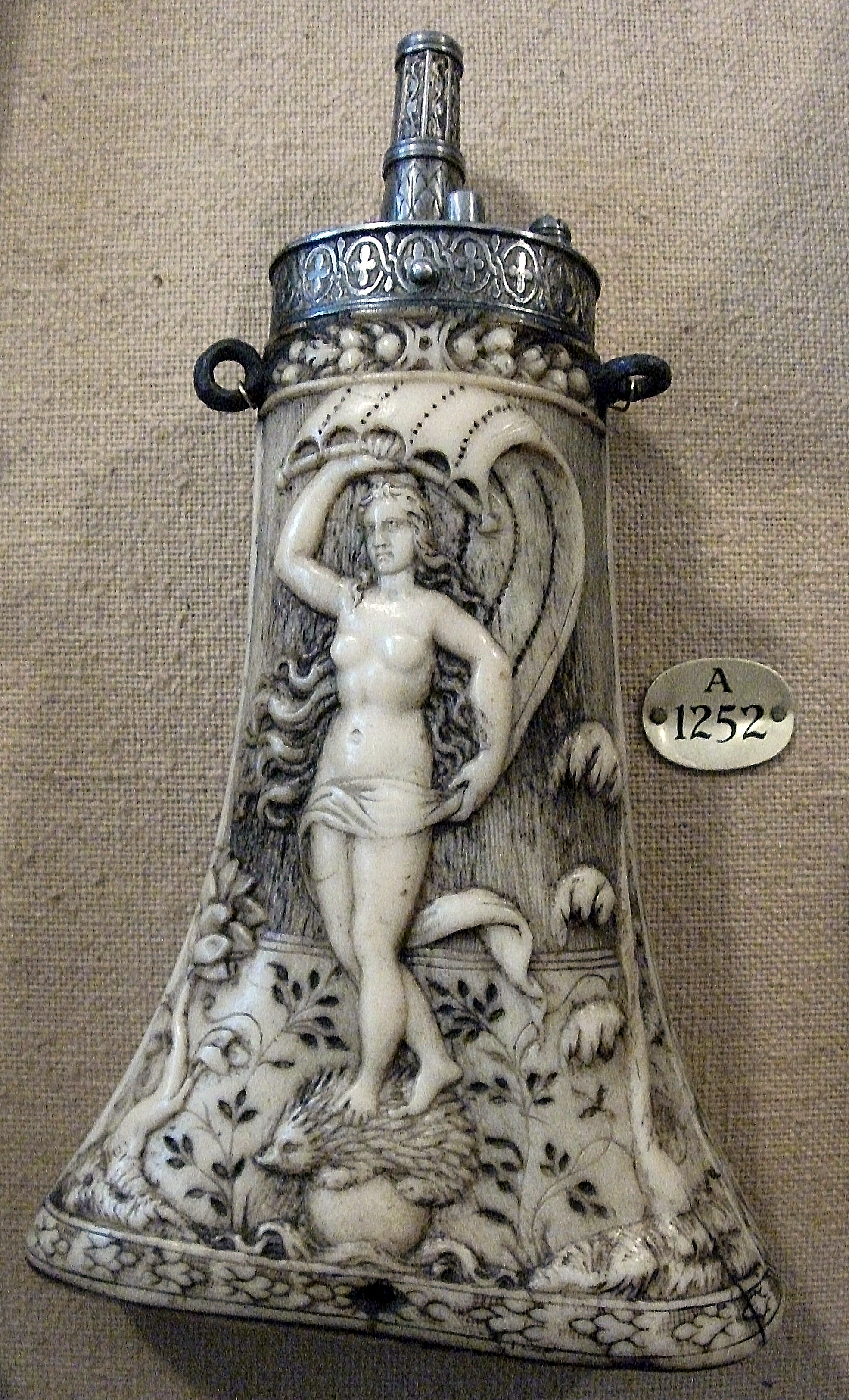
Flascó alemany d'acer, c. 1570 ; la Fortuna està d'empeus damunt d'un eriçó sobre un globus terraqüi.

Un flascó de pólvora, també anomenat polvorera (tot i que hi ha polvoreres que són simples capses, no flascons) és un petit recipient per a pólvora negra, més o menys amb forma d'ampolla, que era una part essencial de l'equip de tir en les armes de foc d'avant càrrega, abans que els cartutxos de paper prefabricats es convertissin en un estàndard al segle XIX. Van des dels corns de pólvora primitius primeres formes d'envasos de consum, fins a unes obres d'art molt elaborades, que han estat conservades àmpliament pels col·leccionistes. Molts eren models militars estandarditzats, però generalment, els més decorats els utilitzava la gent rica, per al tir esportiu o la caça.

## Flascó vs. corn de pólvora
Encara que el terme corn de pólvora s'utilitza de vegades per a qualsevol tipus de flascó de pólvora, el corn és estrictament una subcategoria de flascó fet a partir d'una banya de bòvid completament buidada. Normalment, els flascons de pólvora es fabricaven amb una gran varietat de materials i formes, tot i que es procurava evitar els metalls ferrosos que eren propensos a emetre espurnes quan es colpejaven. La cornamenta de cérvol, que es solia tallar a mà, era un material molt emprat, però la fusta i el coure també eren habituals, i a l'Índia, l'ivori.

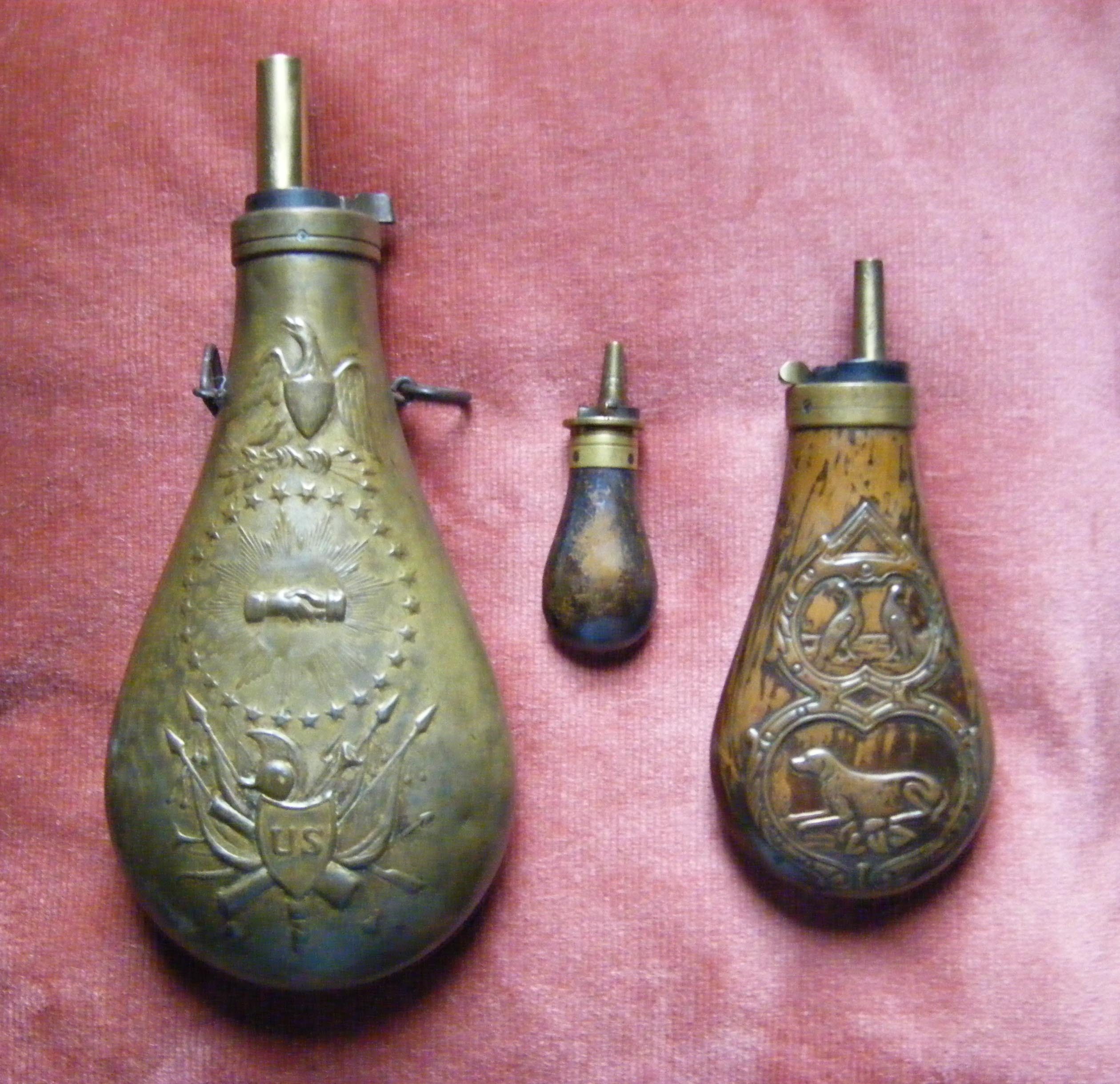
Flascó americà: a l'esquerra per als models de Colt, a la dreta per als Remington

Les armes de foc primitives (com ara el pany de miquelet) requerien dues formes diferents de pólvora, una pólvora estàndard més gruixuda per a la càrrega principal i una pólvora d'encebar més fina per a la cassoleta, és a dir que necessitaven dos recipients, un flascó principal com magatzem i un flascó d'encebar més petit.
A part dels corns de pólvora, que conservaven la forma original, les formes habituals eren o bé amb forma d'Y invertida feta d'una cornamenta, o bé amb forma de pera generalment aplanada amb un broc recte (poire à poudre en francès), o bé amb una forma rodona aplanada, i per als flascons més grans un triangle amb costats arrodonits còncaus, que a diferència dels flascons més petits es podia aguantar dret sobre una superfície horitzontal. La majoria de dissenys (imitant el primitiu corn de pólvora) tenien una àmplia obertura amb un tap per omplir i un broc prim per dispensar. S'utilitzaven diversos dispositius per poder carregar una quantitat precisa de pólvora dins del canó, ja que era important no carregar ni massa ni massa poca pólvora, o la pólvora es dispensava en una mesura de pólvora o "carregador" (d'aquests en sobreviuen molt pocs). Cap el 1600 hi havia un flascó alemany que tenia un broc de plata amb una "vàlvula telescòpica, ajustable per a diferents mides de càrregues de pólvora".

## Ús
Tot i que els cartutxos de paper prefabricats es remunten a l'Edat Mitjana, durant molts segles van ser fabricats pel propi tirador o per un criat, en lloc de ser produïts en sèrie, així que també necessitaven un recipient de pólvora, abans de fabricar-los. A diferència dels cartutxos moderns, aquests no s'introduïen dins de l'arma, sinó que eren una quantitat pre-mesurada de pólvora emmagatzemada en un embolcall de paper, de vegades amb la bala també inclosa. Carregar l'arma implicava obrir el paquet, buidar la pólvora dins del canó i la cassoleta, inserir la bala amb el paper que es doblava com a estopada selladora i, a continuació, pressionar-ho tot amb la baqueta. Això era una mica més ràpid i convenient que el fet d'haver d'amidar la càrrega de pólvora cada vegada, especialment en una situació de combat. No obstant això, no hi va haver una fabricació a gran escala d'aquests cartutxos de paper fins al segle xix, i fins i tot aleshores tenien sobretot un ús militar; el cost afegit els va fer menys populars entre els caçador civils fins a l'arribada del cartutx metàl·lic autònom i les armes de retrocàrrega.
En el procés cíclic de dispar d'una arma d'avant-càrrega, una preocupació important de seguretat era que quan es tornava a posar la pólvora dins del canó poc després d'un tret, hi podia haver-hi a la boca del canó petits trossos de buata incandescent (de l'estopada), cosa que podia fer que la nova càrrega de pólvora s'encengués com un llamp. Mentre cap part del carregador s'enfrontés a l'extrem del canó, no era probable que provoqués ferides greus, però si una espurna arribava al subministrament principal del flascó de pólvora era probable que es produís una explosió perillosa, fins i tot mortal. El general Sir James Pulteney, 7è Baronet, va ser una d'aquestes víctimes; va morir el 1811 per complicacions després de perdre un ull quan un flascó de pólvora li va explotar accidentalment a la cara a Norfolk. Charles Kickham, destacat a la Germandat Republicana Irlandesa, va créixer en gran part sord i gairebé cec com a resultat d'una explosió d'aquest tipus quan tenia 13 anys, cap al 1840. Es van prendre diverses precaucions en el disseny i l'ús de flascons de pólvora per evitar que això succeís, i des del segle XVI els exemples més sofisticats solen tenir molles per tancar automàticament el broc dispensador (això és molt menys freqüent amb els corns de pólvora més senzills).
Els manuals moderns sobre armes d'avant-càrrega diuen que mai s'hauria d'utilitzar el flascó per abocar la pólvora directament per la boca, per evitar sobrecàrregues perilloses i possibles esclats dels canons però en la premsa esportiva anglesa del segle XVIII i principis del XIX, queda massa clar que aquesta era una pràctica habitual, i que va provocar molts accidents. Alguns vídeos de YouTube que demostren l'avantcàrrega mantenen les antigues tradicions. En canvi, és més correcte abocar la pólvora en un recipient intermedi conegut com a carregador o mesura de pólvora. De vegades, la tapa del broc servia de mesura, especialment en els flascons d'encebar, i en ocasions, el mateix broc en si era la mesura, amb un dispositiu lliscant per tancar el subministrament a la base, així com un tap. Aquest tipus es va convertir en la norma a mitjans del segle xix.

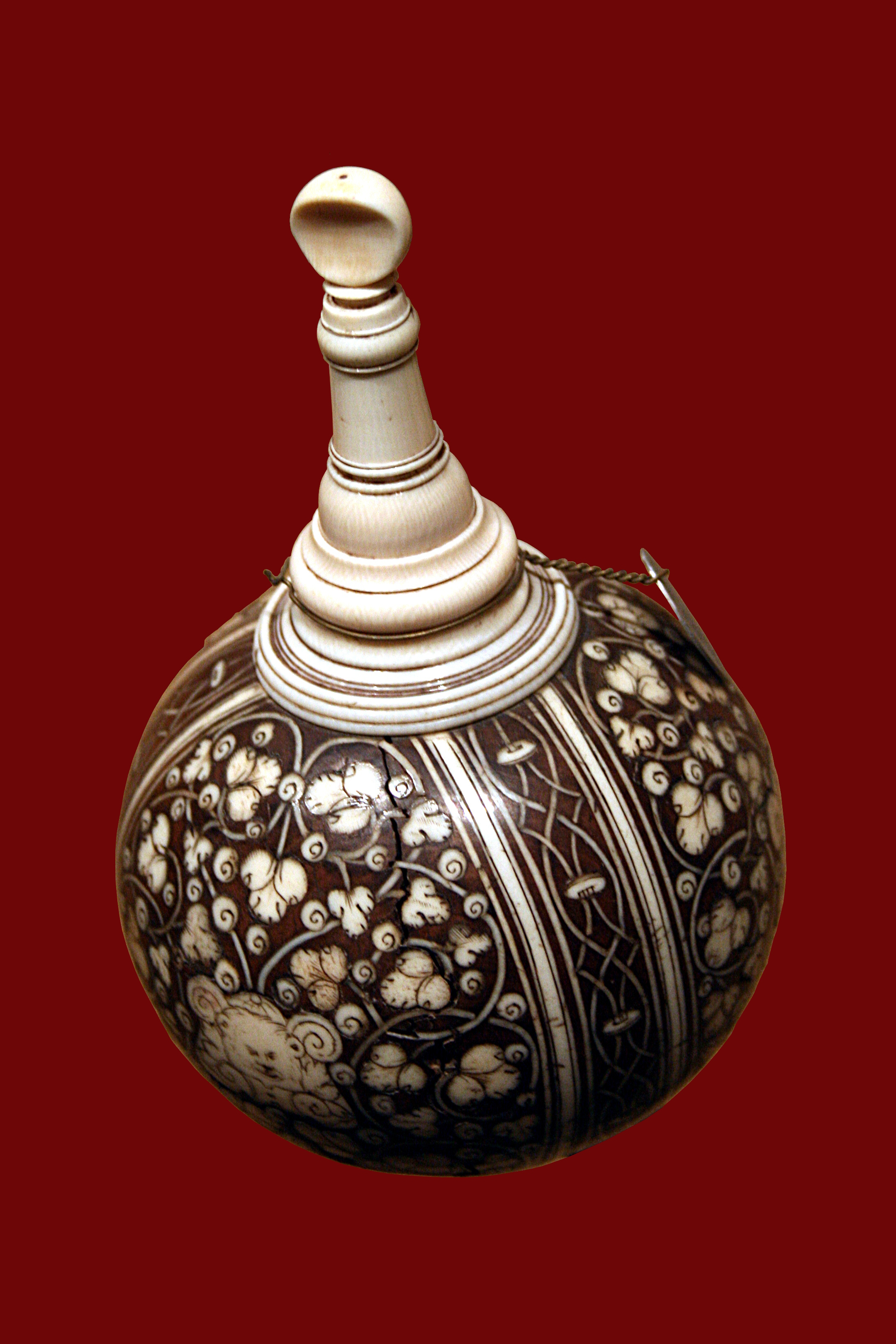
Flascó de cebament, Alemanya (ca. 1600)

Les armes d'alta qualitat sovint anaven aparellades amb un flascó, carregadors i altres accessoris a joc. Molts flascons tenen anelles petites per a un cordó, que s'enganxava al coll per portar-los, sobretot abans que les butxaques grans de la roba de caça arribessin a Europa al segle xviii. Alguns exemples tenen cordons elaborats originals amb nusos i borles.
Durant el segle xviii, els cartutxos de paper es van fer cada cop més populars, quan la proporció més alta dels flascons fabricats eren del tipus d'encebar, que encara era imprescindible. Sembla que a l'exèrcit britànic a la Guerra del francès, malgrat la normativa que especificava dels corns de pólvora i els flascons d'encebar, es va considerar la polvorera inferior en rendiment als cartutxos de paper, i el l'ús es va canviar informalment pels cartutxos de paper durant el guerra. El flascó de pólvora finalment va quedar obsolet per la propagació de les armes de retrocàrrega amb les innovacions introduïdes per Hall, Sharps, Spencer, i el desenvolupament posterior de cartutxos autònoms, desenvolupats i comercialitzats amb èxit per Oliver Winchester, que amb el seu adveniment van convertir els cartutxos en l'estàndard de facto. Els flascons de pólvora també s'utilitzaven per cebar canons navals; aquest flascó que era tan gran o fins i tot més gran que una polvorera d'una arma personal. Les caixes grans i rectangulars de les quals s'extreien les principals càrregues de pólvora dels canons d'avantcàrrega, s'anomenen caixes de pólvora; aquests s'utilitzaven per preparar cartutxos prèviament, o per a carregar la pólvora directament abans de disparar.

## Decoració

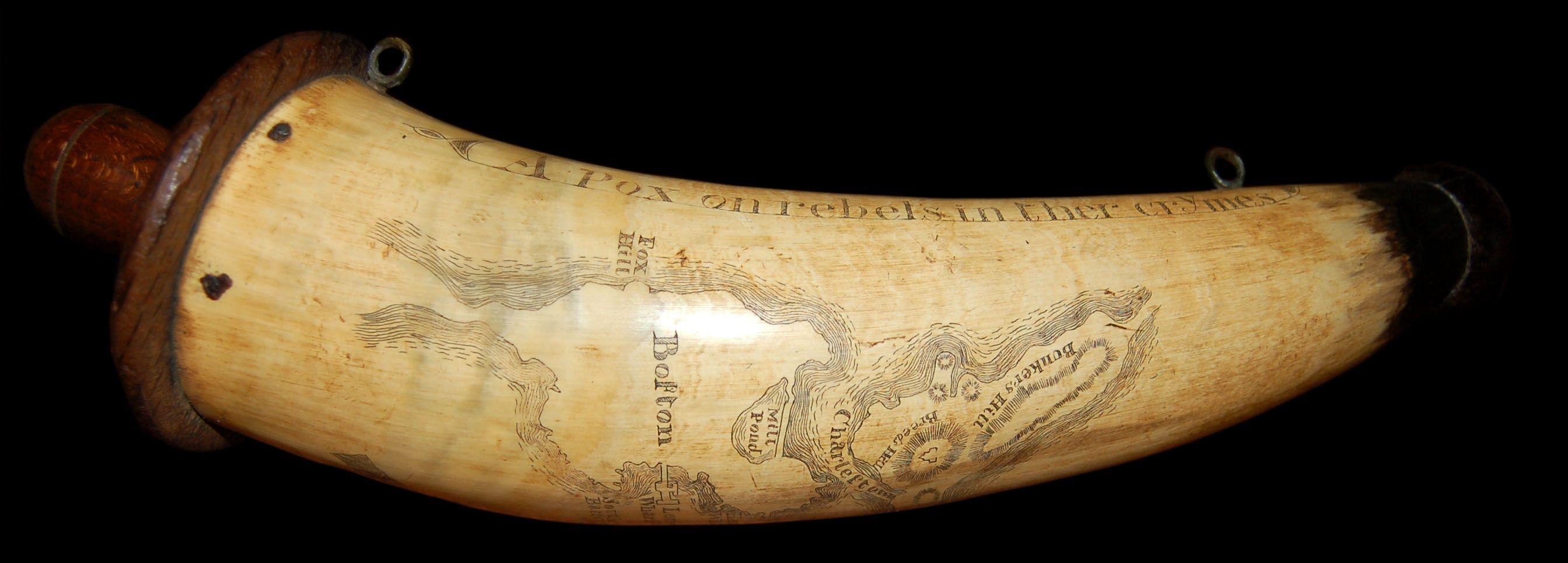
Banya de pólvora de soldat britànic, 1775, gravada amb un mapa de Boston, Massachusetts i "A Pox on rebels in ther crymes"

La majoria dels grans nombres de flascons fabricats als llocs del món on s'utilitzaven armes de foc durant el edat moderna eren relativament senzills i funcionals, i no s'han conservat. Però aquells fets per a esportistes o pels soldats rics podien tenir una decoració de la més alta qualitat, i moltes banyes fetes artesanalment tenen gravats d'art popular semblants a skrimshaw. Es recullen en diversos nivells; Els primers exemples fets a mà d'alta qualitat són cars i es poden trobar als museus locals o militars i als d'arts decoratives, mentre que els exemples de metall produïts en massa al segle xix són un tipus d'antiguitat relativament barata i àmpliament col·leccionats.

### Tradició occidental
Els flascons de luxe ricament decorats, a Alemanya, es feien de cornamenta i altres materials, i a l'Índia, d'ivori i fins i tot de jade. Hi ha una sèrie de flascons alemanys del segle XVI i principis del XVII molt ricament tallats a mà amb una gran varietat d'escenes, amb emblemàtiques figures. La banya de cèrvid s'utilitzava per decorar una sèrie d'objectes associats a la caça, des de botons fins a pistoles, mànecs de ganivets i selles de muntar decorades per tot arreu amb rodanxes de cornamenta tallades a mà. Els uniformes dels guàrdies dels prínceps alemanys podrien incloure flascons elaborats, sovint decorats amb dissenys heràldics.
Al segle xix, els flascons metàl·lics estampats amb un disseny central en baix relleu eren els més habituals, i els tipus estàndard de fabricants particulars dominaven el mercat, alguns produïts per fabricants d'armes o pólvores i amb marques o publicitat. La forma de pera s'ha tornat dominant per als flascons més petits, que es solien guardar majoritàriament a la butxaca.

### Àsia

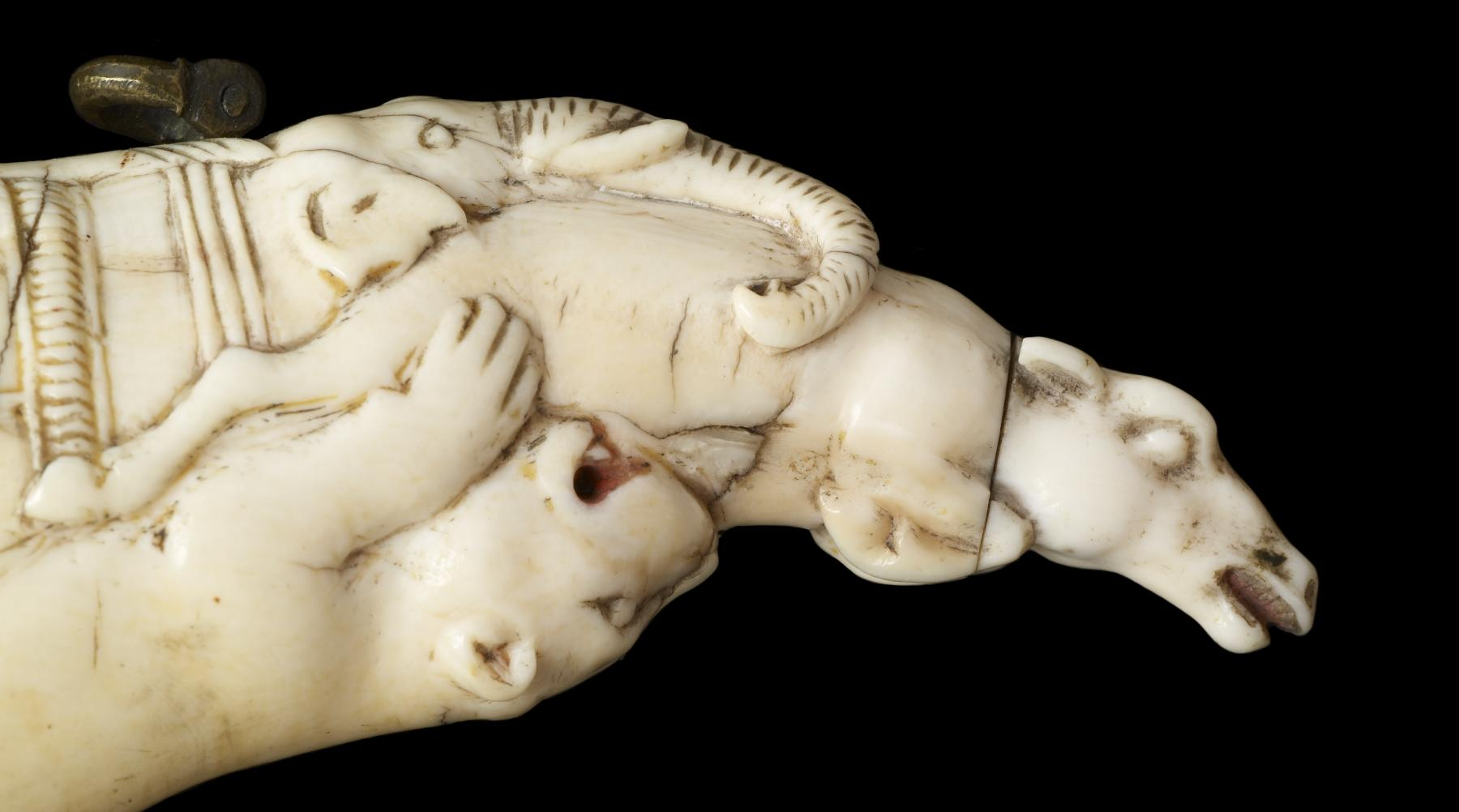
Detall de la decoració "animal compost" d'un flascó indi d'ivori del segle XVIII

Els flascons indis d'ivori dels períodes mogol i post-moghal, considerats com a flascons d'amor, tenen una forma semblant a un peix que reflecteix la punta d'un ullal i sovint estan tallats amb animals (normalment s'ataquen entre ells) en alt relleu, amb els cossos de els animals de la rodona a la punta estreta. Els cossos del caçador i de les preses estan estretament i sovint il·lògicament connectats, formant el que s'han anomenat formes "animals compostes", que han interessat els historiadors de l'art. La tradició índia de la talla d'ivori (que probablement era censurable per als mecenes hindús) va començar bastant tard, aparentment es va difondre des d'una sèrie de centres, inclosa una escola de talla desenvolupada a la colònia portuguesa de Goa a partir del segle XVI. Els flascons, des del segle XVII fins a principis del XIX, tenen ressons d'obres molt més antigues a l'estil Animal associades especialment a l'antiga Escítia, i s'ha proposat una tradició intermèdia d'objectes, avui perduts, en materials peribles com (a l'Índia) la fusta. També hi ha vincles evidents amb miniatures de la pintura de Deccan. Els col·leccionistes poden utilitzar el terme indopersa barut-dan per als flascons d'aquestes zones.
Els flascons japonesos de l'època Edo (kayaku-ire) es van fabricar amb els materials i estils que ja estaven molt desenvolupats al Japó per a la decoració de petits objectes personals, inclosos els flascons, sovint utilitzant fusta lacada, que era un material molt adequat.

## Galeria

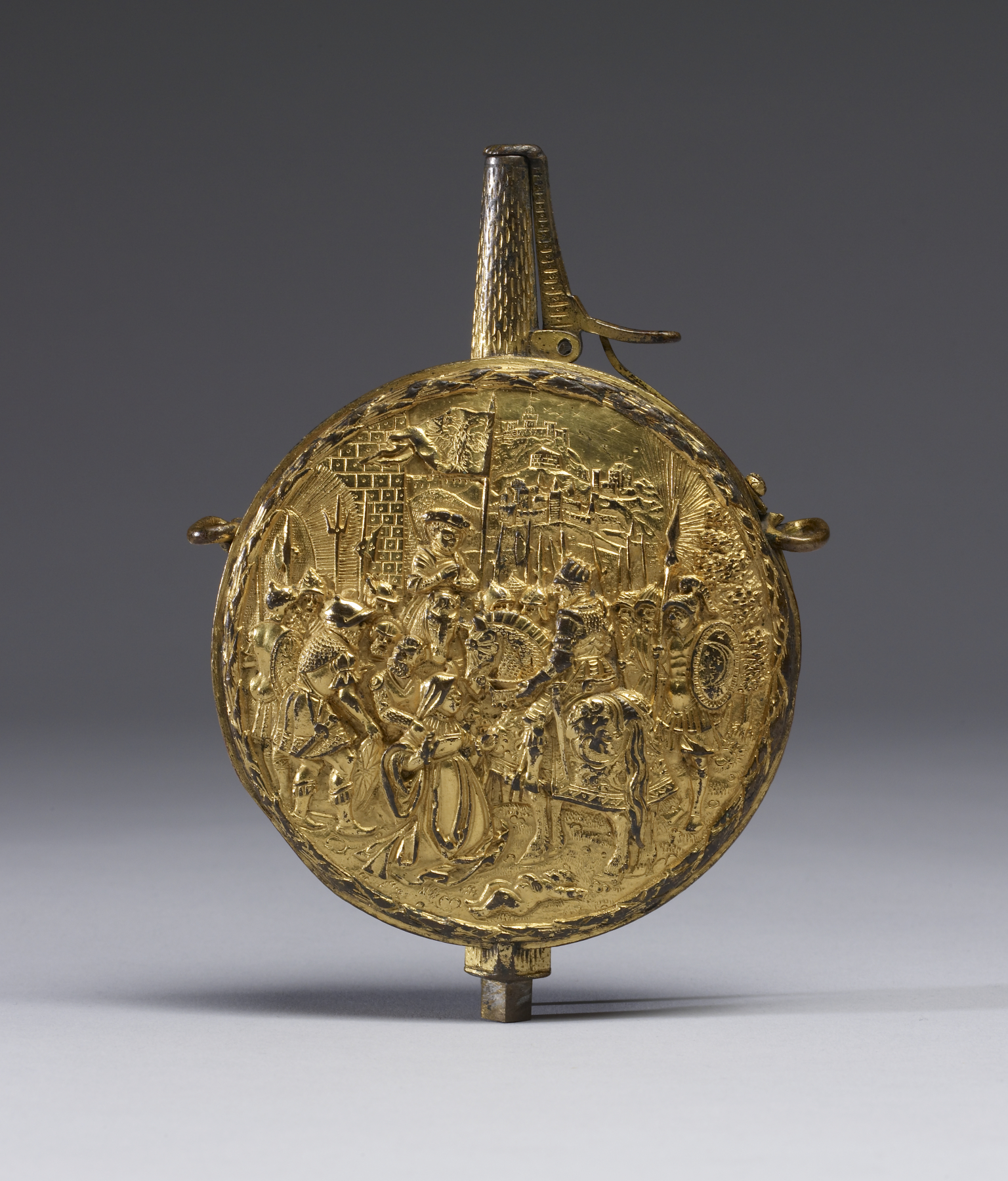
Matràs de coure daurat alemany per a la preparació de pols amb molla i La justícia de Trajà, 1530-1550
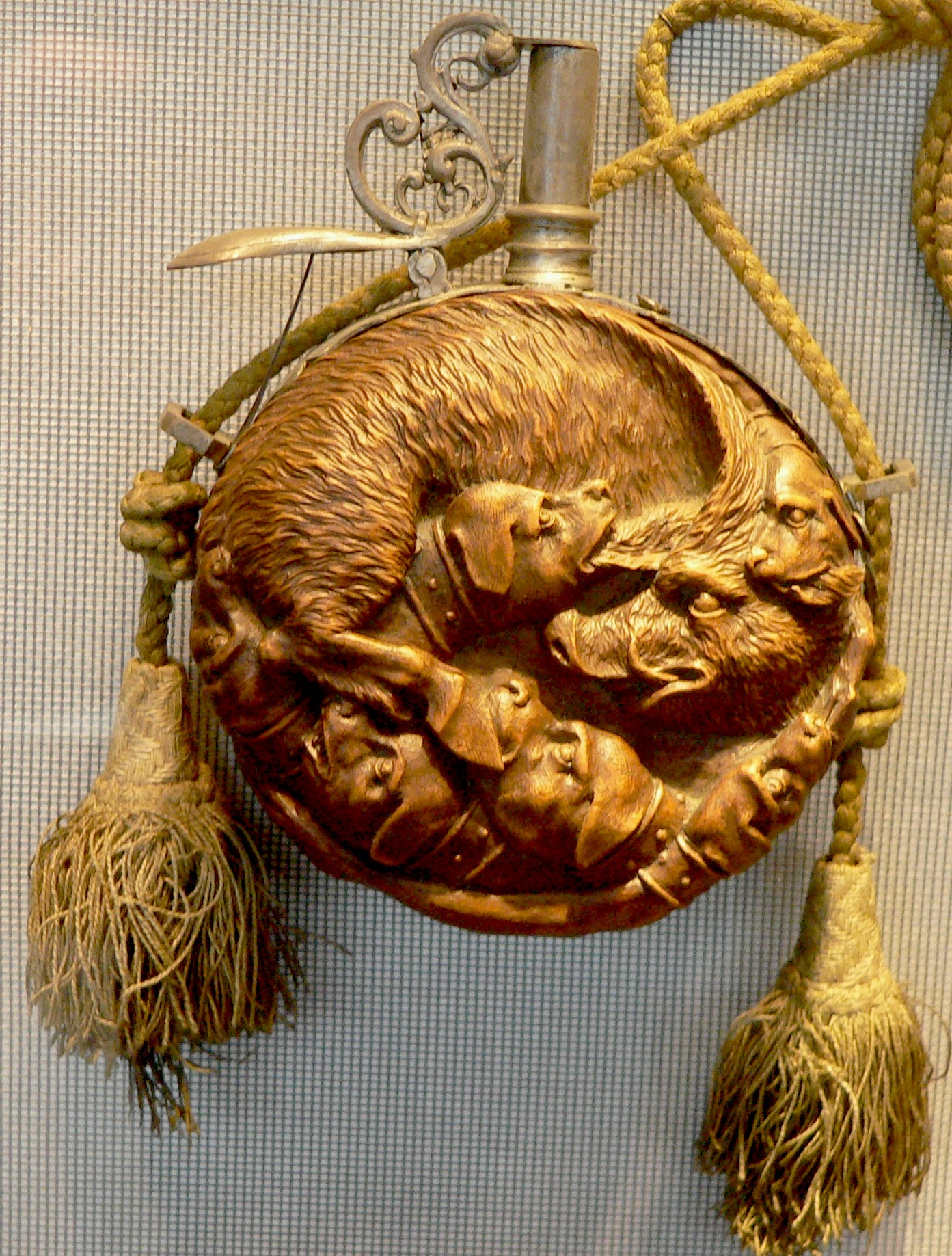
Flascó alemany del segle XVI amb gossos atacant un senglar, plata muntada sobre fusta
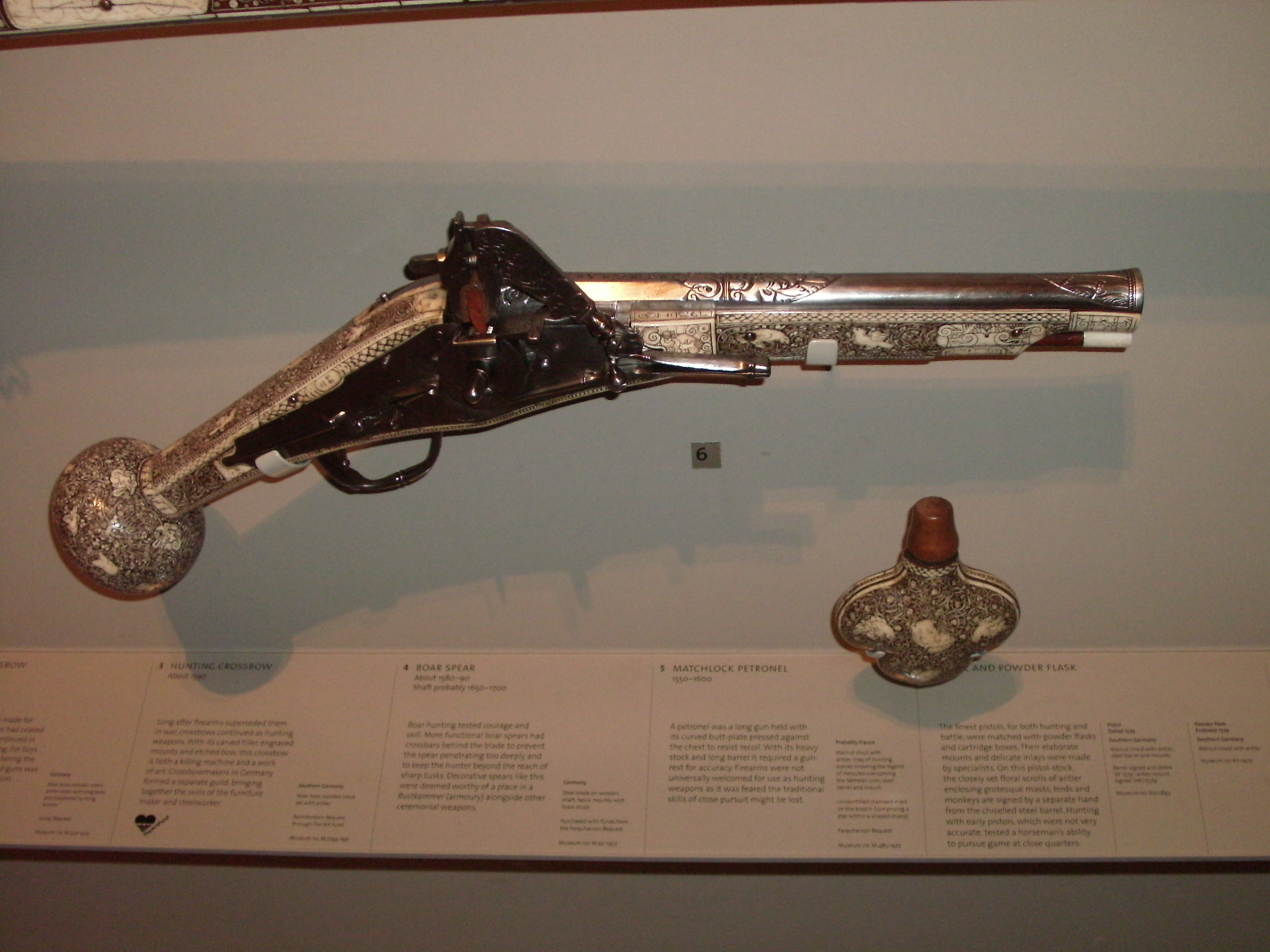
Joc de pistola i flascó alemanys, probablement 1579, ambdós decorats amb incrustacions de cornamenta finament tallada
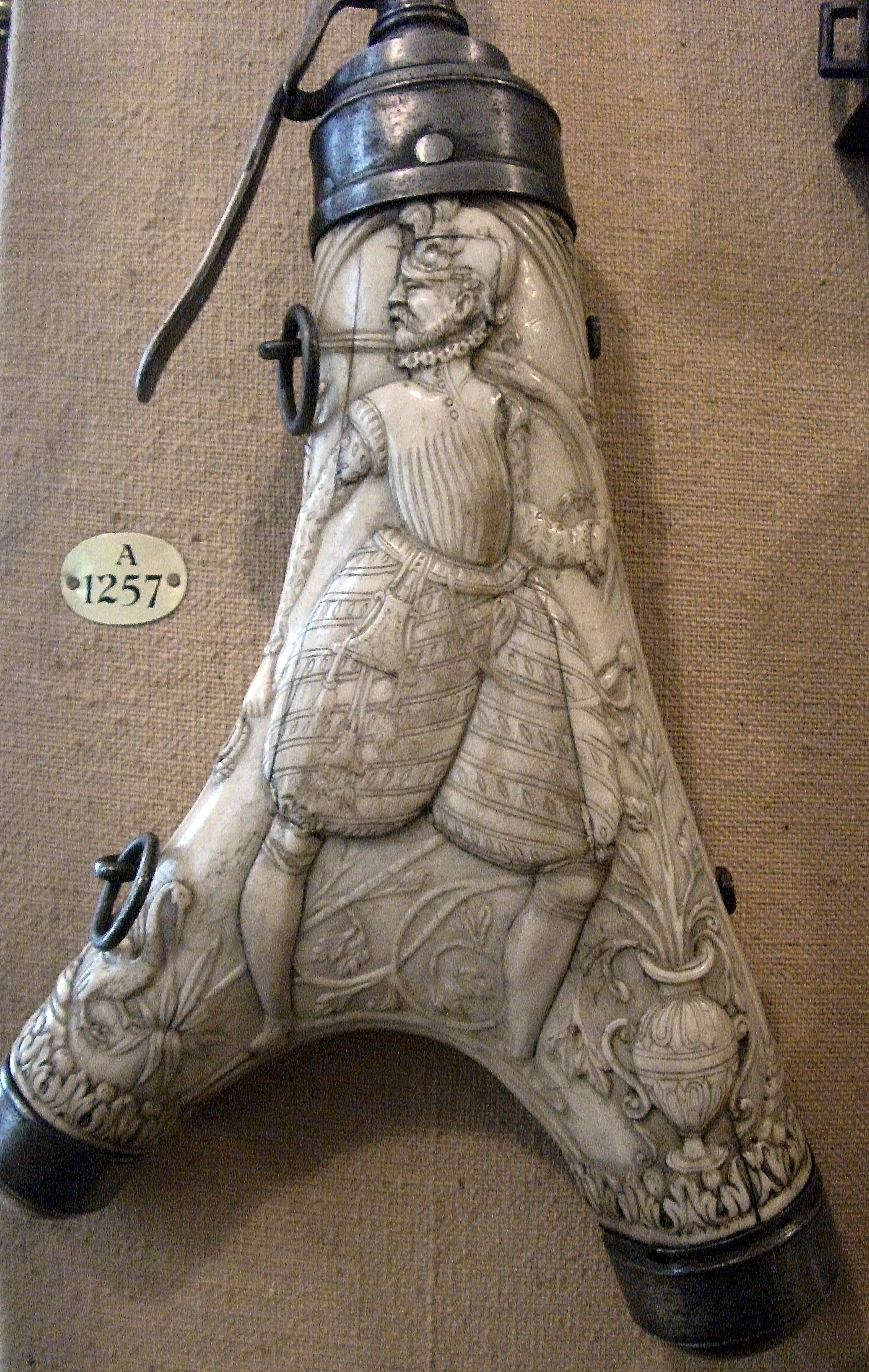
Flascó francès, c. 1590, cornamenta i acer. La figura porta una pistola i un corn al cinturó
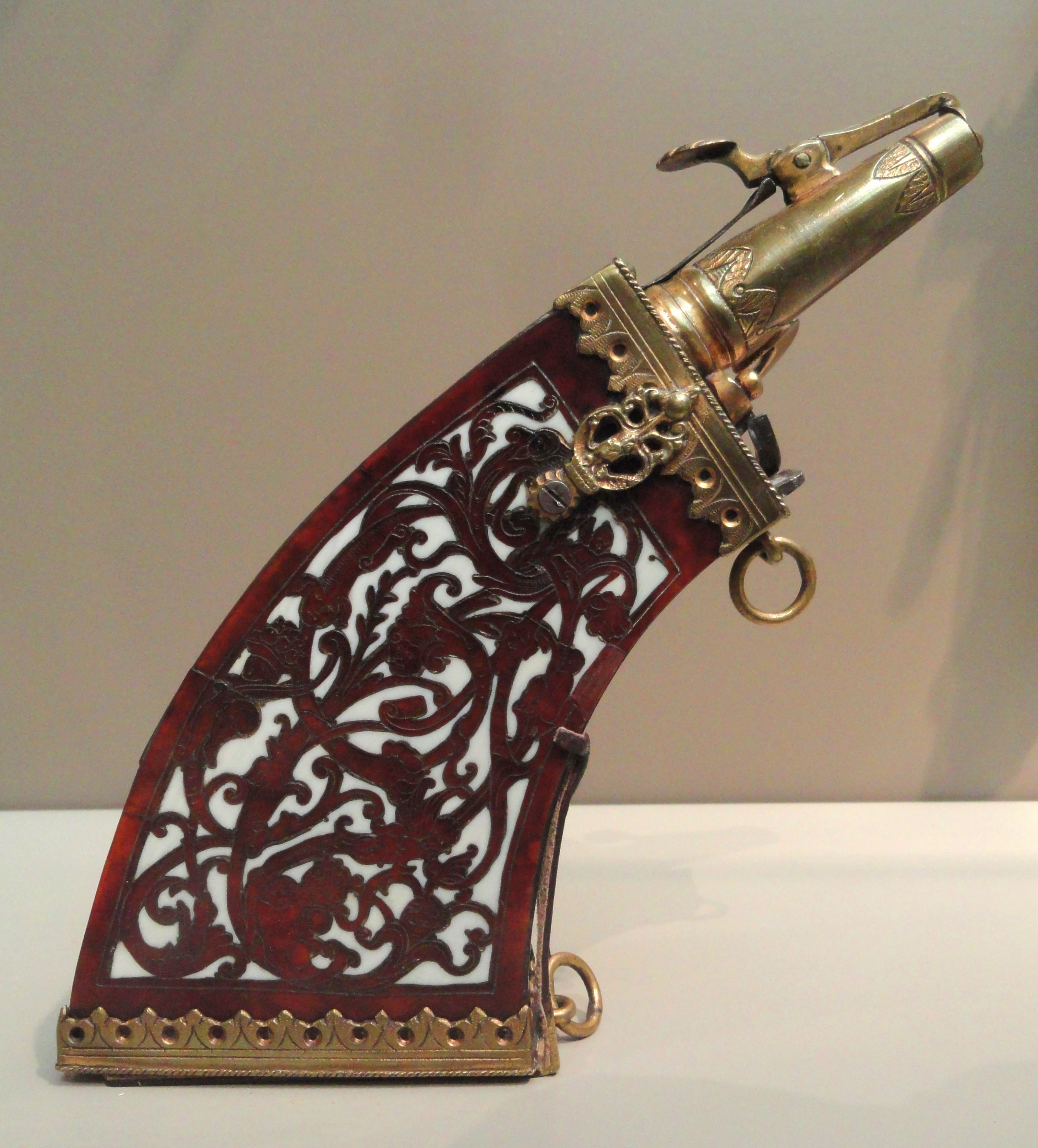
Alemany, 1630–1640, fusta amb closca de tortuga gravada
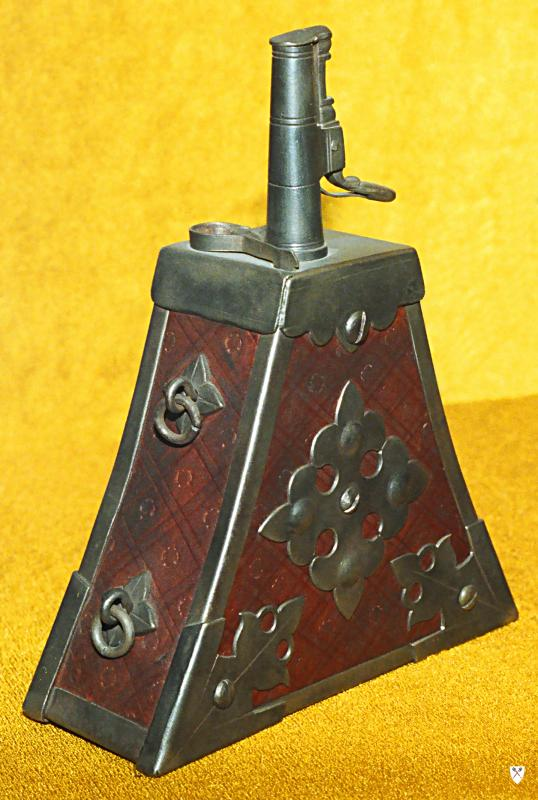
Flascó d'encebar del segle XVI o XVII, rus (?))
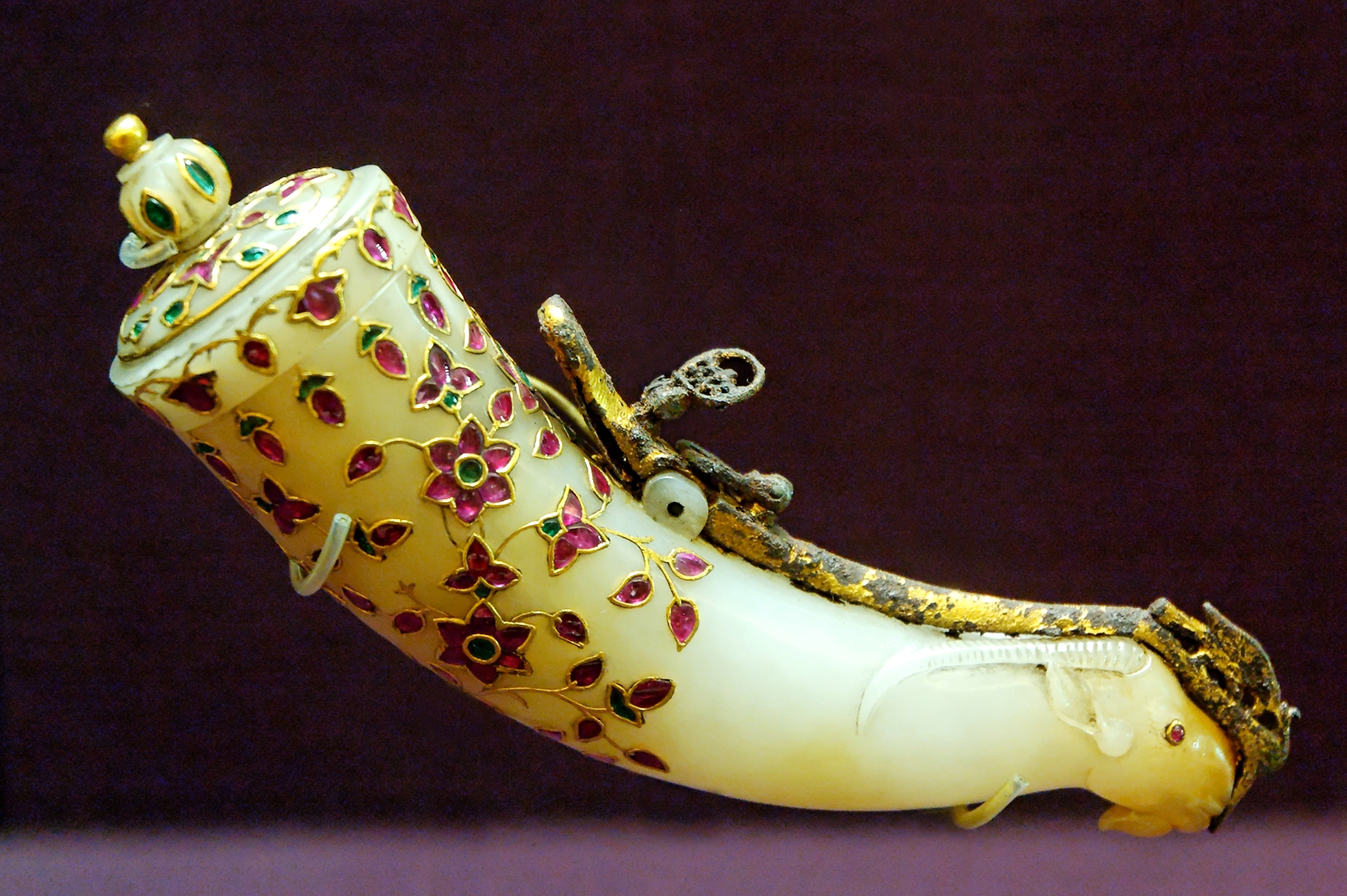
Flascó de jade incrustat de gemmes mogols; segle XVII
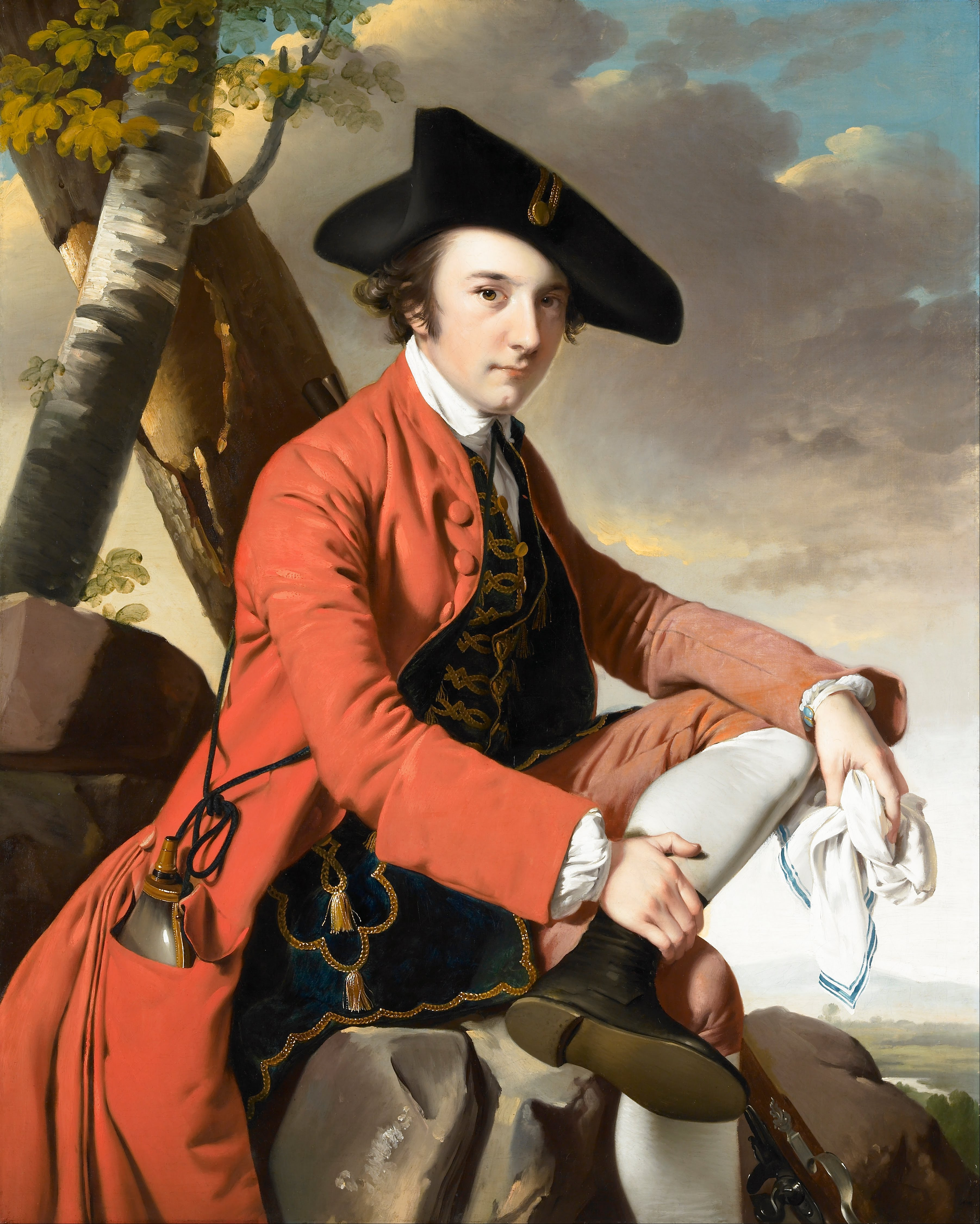
Joseph Wright de Derby, retrat de Fleetwood Hesketh, 1769. El flascó de la butxaca sembla senzill de disseny.
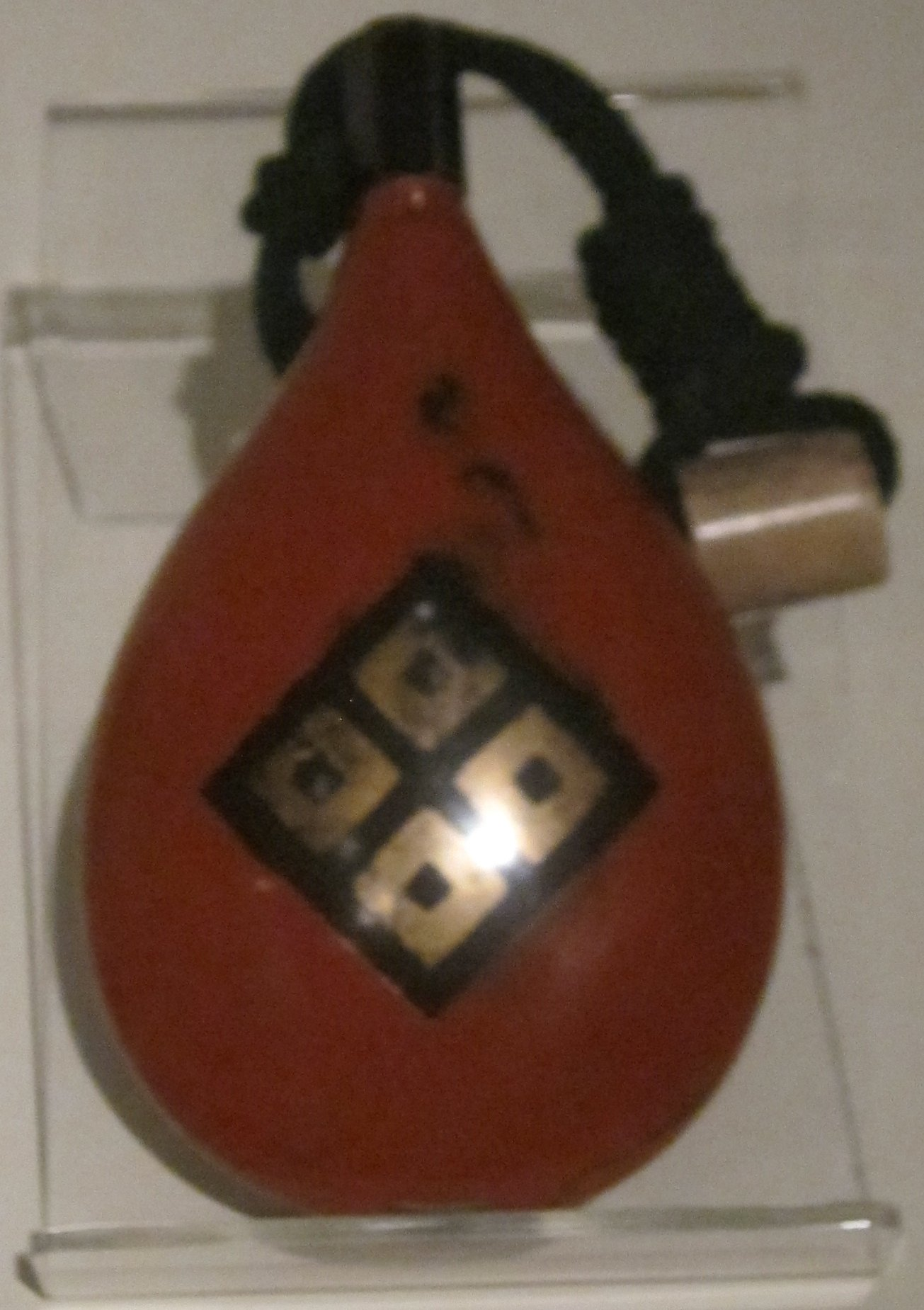
Japonès, segle xviii, fusta lacada amb incrustació de cornamenta
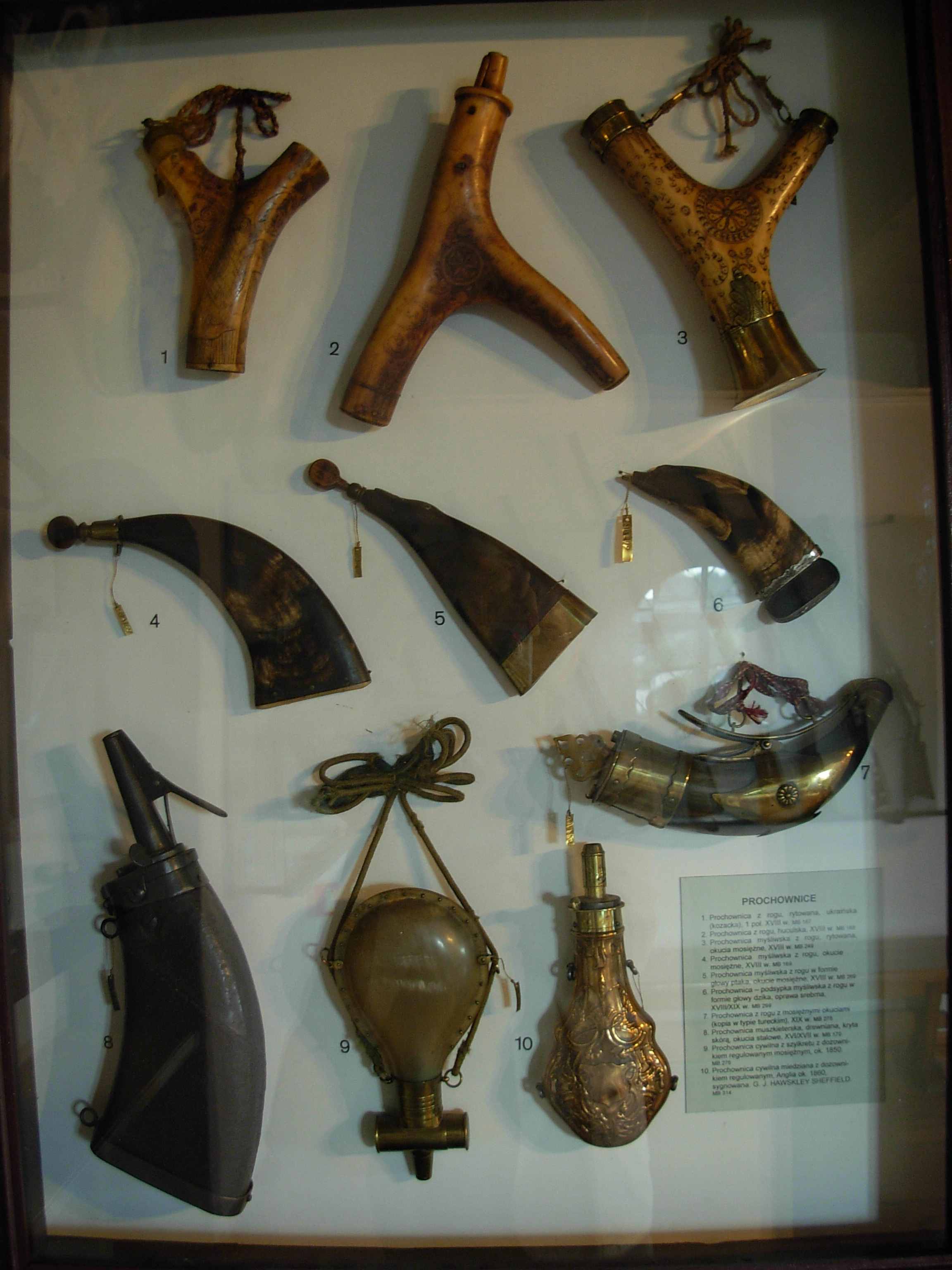
Flascons variats de Polònia, dels segles XVIII o XIX
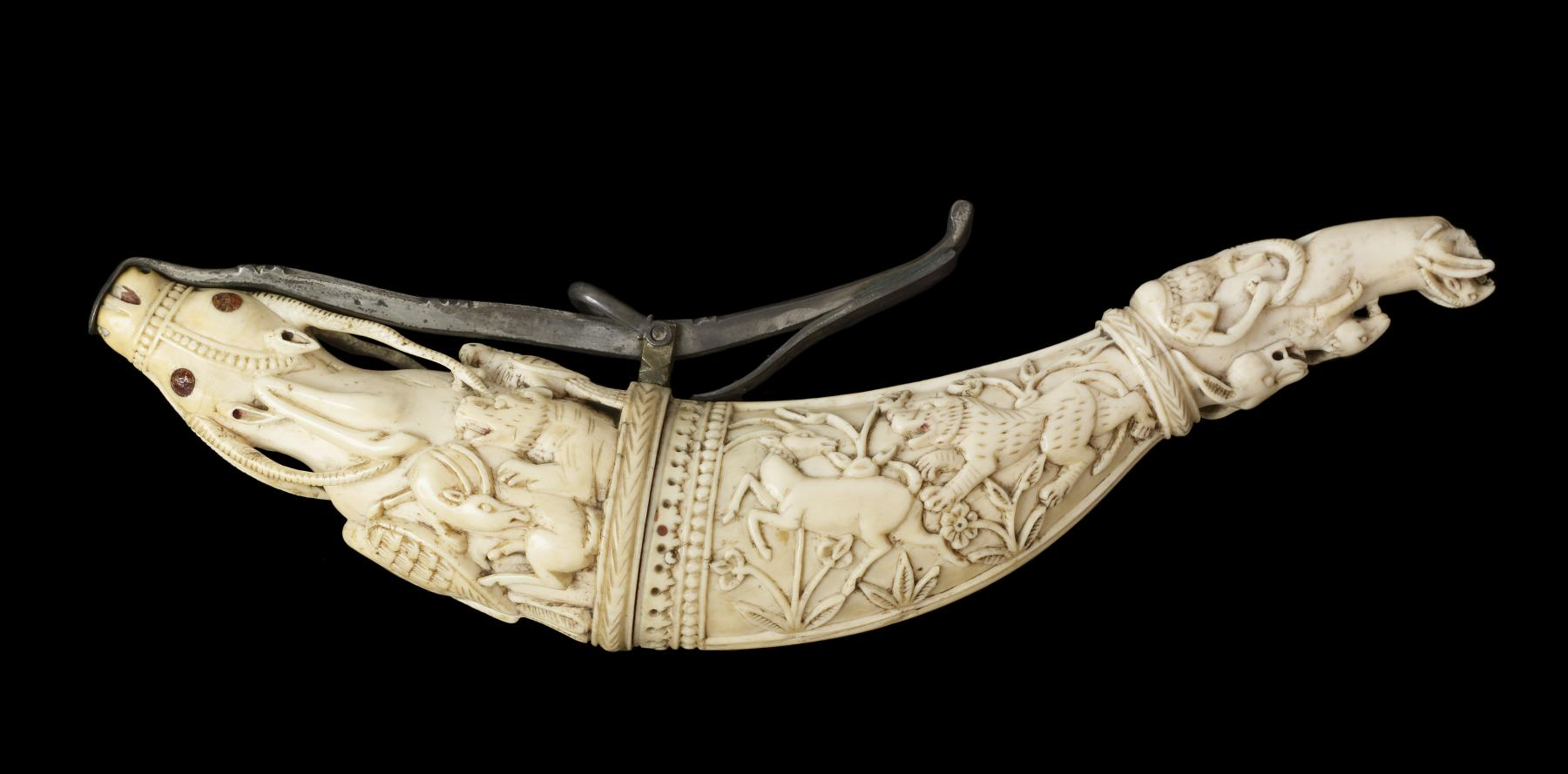
Flascó indi d'ivori amb dispositiu de molla d' ambre i acer, segle XVIII/XIX
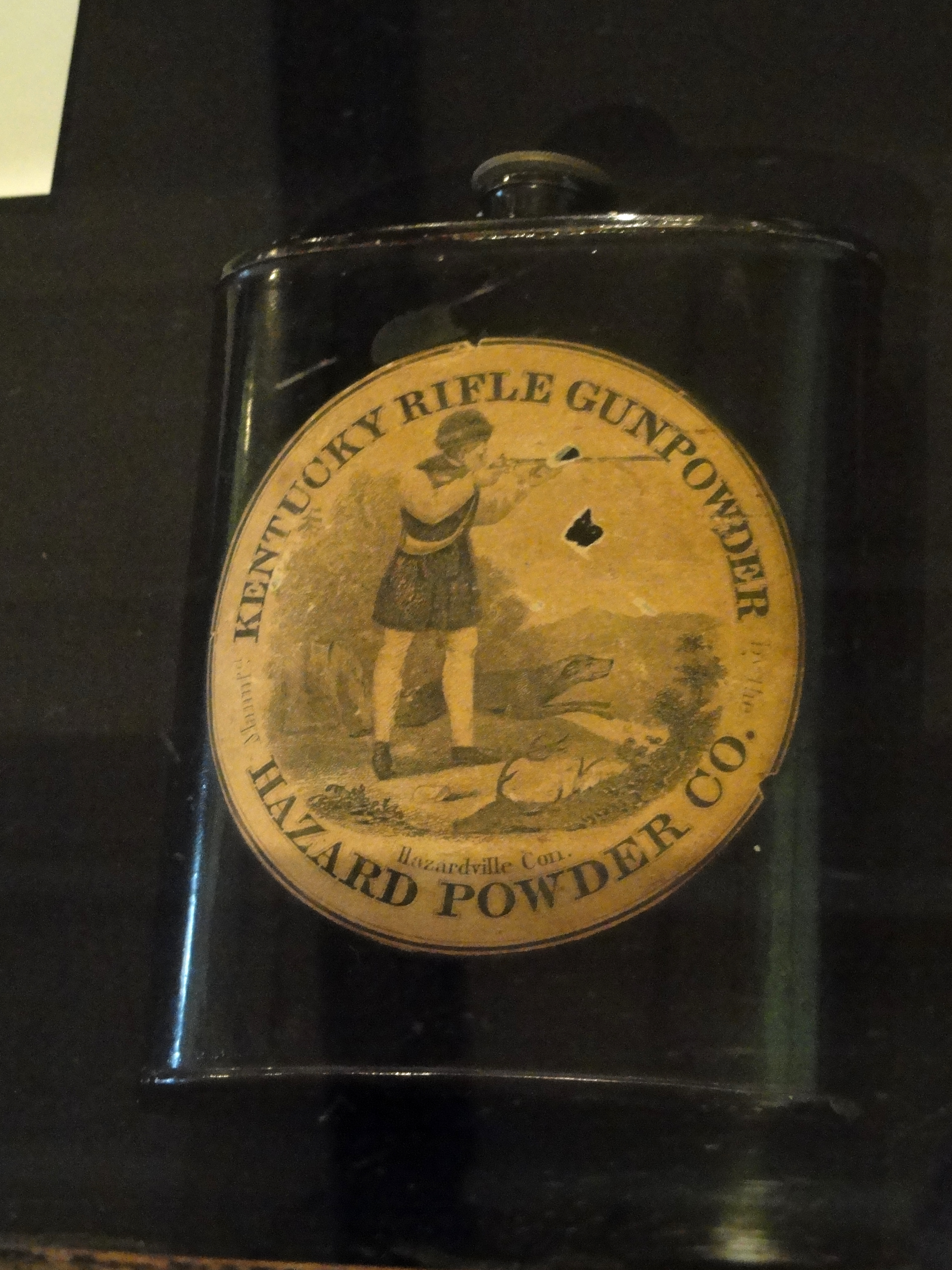
Flascó metàl·lic d'un fabricant nord-americà del segle XIX
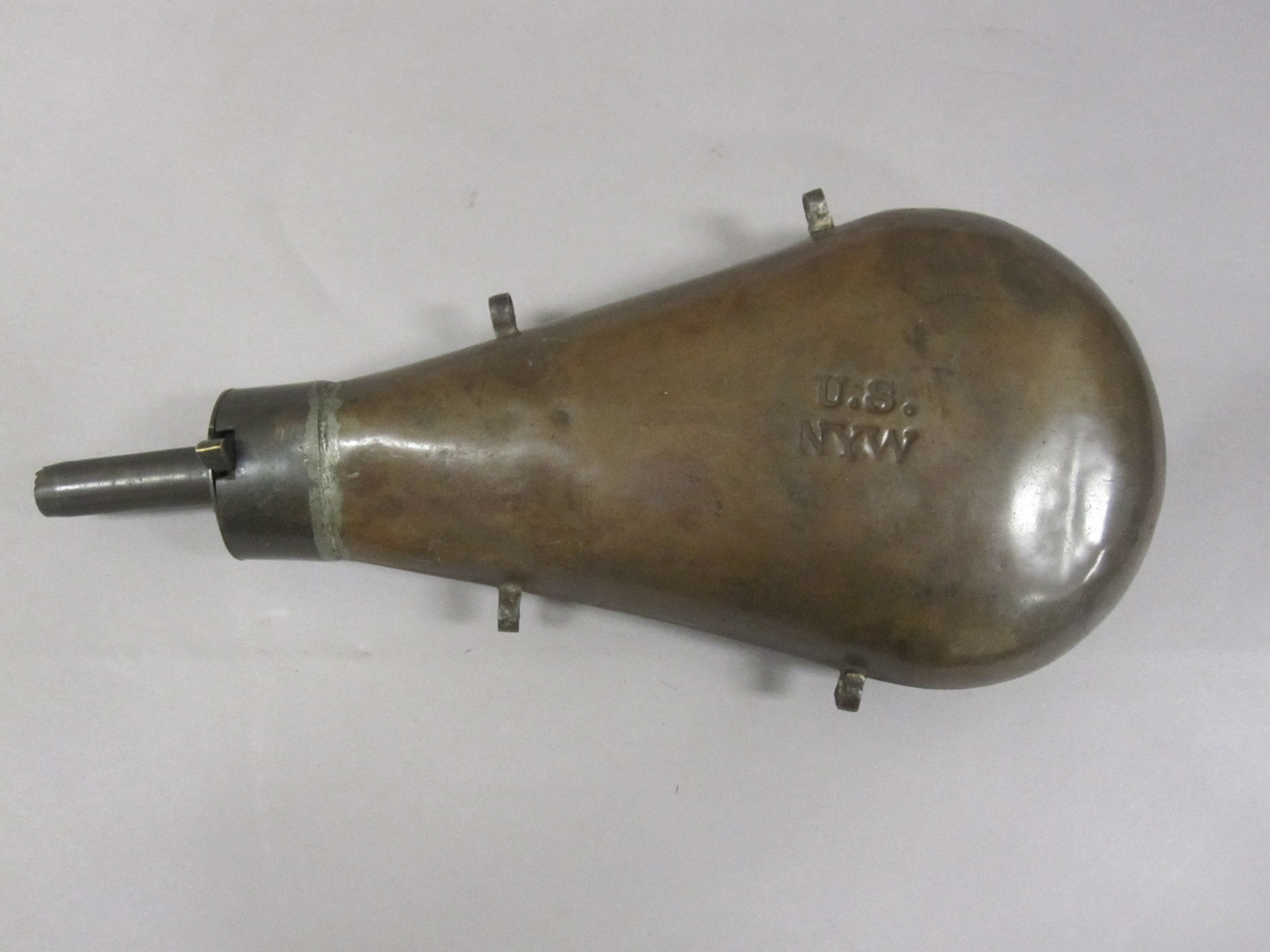
Flascó de l' Armada dels Estats Units per a cebar el canó naval; posterior a 1842
Flascó de pólvora (corn de pólvora) al "Palais des Beaux-Arts" de Lille França